# Сан-Домингус (Гояс)
Сан-Домингус (порт. São Domingos) — муниципалитет в Бразилии, входит в штат Гояс. Составная часть мезорегиона Восток штата Гойяс. Входит в экономико-статистический микрорегион Ван-ду-Паранан. Население составляет 9123 человека на 2006 год. Занимает площадь 3295,558 км². Плотность населения — 2,8 чел./км².

## Статистика
- Валовой внутренний продукт на 2003 год составляет 40 110 929,00 реалов (данные: Бразильский институт географии и статистики).
- Валовой внутренний продукт на душу населения на 2003 год составляет 4286,27 реалов (данные: Бразильский институт географии и статистики).
- Индекс развития человеческого потенциала на 2000 год составляет 0,631 (данные: Программа развития ООН).